# HES6
HES6‏ (Hes family bHLH transcription factor 6) هوَ بروتين يُشَفر بواسطة جين HES6 في الإنسان.